# Nowy Sulak
Nowy Sulak (russisch Но́вый Сула́к) ist eine Siedlung städtischen Typs in der Republik Dagestan in Russland mit 3423 Einwohnern (Stand 14. Oktober 2010).

## Geographie
Der Ort liegt gut 60 km Luftlinie nordwestlich der Republikhauptstadt Machatschkala am Rand des Großen Kaukasus. Er befindet sich am links des Flusses Sulak, von dem dort der Bewässerungskanal Jusbasch in nordwestlicher Richtung in das Gebiet zwischen Sulak, Aksai und Aktasch abzweigt.
Nowy Sulak gehört zum Stadtkreis Kisiljurt und liegt etwa 4 km westlich des Zentrums der Stadt Kisiljurt. Die Siedlung ist etwa zur Hälfte von Awaren und zu einem guten  Drittel von Kumyken bewohnt.

## Geschichte
Der Ort entstand 1958 bei der Bahnstation Sulak als Arbeitersiedlung für das dort neu errichtete elektrotechnische Werk Dagelektroawtomat. Er trug zunächst ebenfalls den Namen Sulak, wie die Bahnstation nach dem Fluss benannt. 1963 wurde die Siedlung der Verwaltung der neu gebildeten Stadt Kisiljurt unterstellt. 1992 erhielt der Ort den Status einer Siedlung städtischen Typs unter dem Namen Nowy Sulak („Neu-Sulak“, auch zur Unterscheidung von der Siedlung Sulak an der Mündung des Flusses in das Kaspische Meer).

### Bevölkerungsentwicklung
| Jahr | Einwohner |
| ---- | --------- |
| 2002 | 5094      |
| 2010 | 3423      |

Anmerkung: Volkszählungsdaten

## Verkehr
Etwa 3 km südlich von Nowy Sulak, jenseits des unmittelbar anschließenden Dorfes Subutli-Miatli, verläuft die föderale Fernstraße R217 Kawkas (auf dem Abschnitt bis Machatschkala zugleich Teil der Europastraße 50).
In der Siedlung befindet sich die Bahnstation Sulak bei Kilometer 2225 (ab Moskau) der auf diesem Abschnitt 1894 eröffneten und seit 1977 elektrifizierten Strecke Rostow am Don – Machatschkala – Baku. Westlich des Bahnhofs zweigt eine am 11. September 1997 eröffnete Strecke über Babajurt nach Kisljar ab, die ab 1995 erbaut wurde, um die wegen des Ersten Tschetschenienkrieges zwischen Kisljar und Gudermes unterbrochene Verbindung Astrachan – Machatschkala unter Umgehung Tschetscheniens wiederherzustellen.